# Gregori Bochada
Gregori Bochada o Bechada fue un caballero y trovador lemosín en occitano del siglo XII. Natural de la ciudad de Las Tours, participó en la Primera Cruzada como subalterno de Gulferio de Las Tours y hacia 1130 compondrá, en Roda de Isábena, la Canción de Antioquía, poema de 707 versos donde narra el asedio de Antioquía de 1098 y teniendo como héroe a Godofredo de Bouillón.
Fue la obra que inició el género de la canción histórica occitana. Su melodía fue utilizada para la Canción de la Cruzada de Guillermo de Tudela.